# Туринский собор
Тури́нский собо́р (итал. Duomo di Torino, пьем. Dòm ëd Turin), Кафедра́льный собо́р Свято́го Иоа́нна Крести́теля (итал. Cattedrale di San Giovanni Battista) — кафедральный собор Архиепархии Турина.
Возведённый в конце XV века, является единственным в городе культовым сооружением, относящимся к архитектуре Возрождения. С 1578 года в соборе хранится Туринская плащаница. Был построен итальянским архитектором Амедео ди Франческо (итал. Amedeo di Francesco) по заказу кардинала Доменико делла Ровере (итал. Domenico della Rovere), по разным источникам заказ датируется 1491 или 1492 годами.

## История

### Лангобардский собор

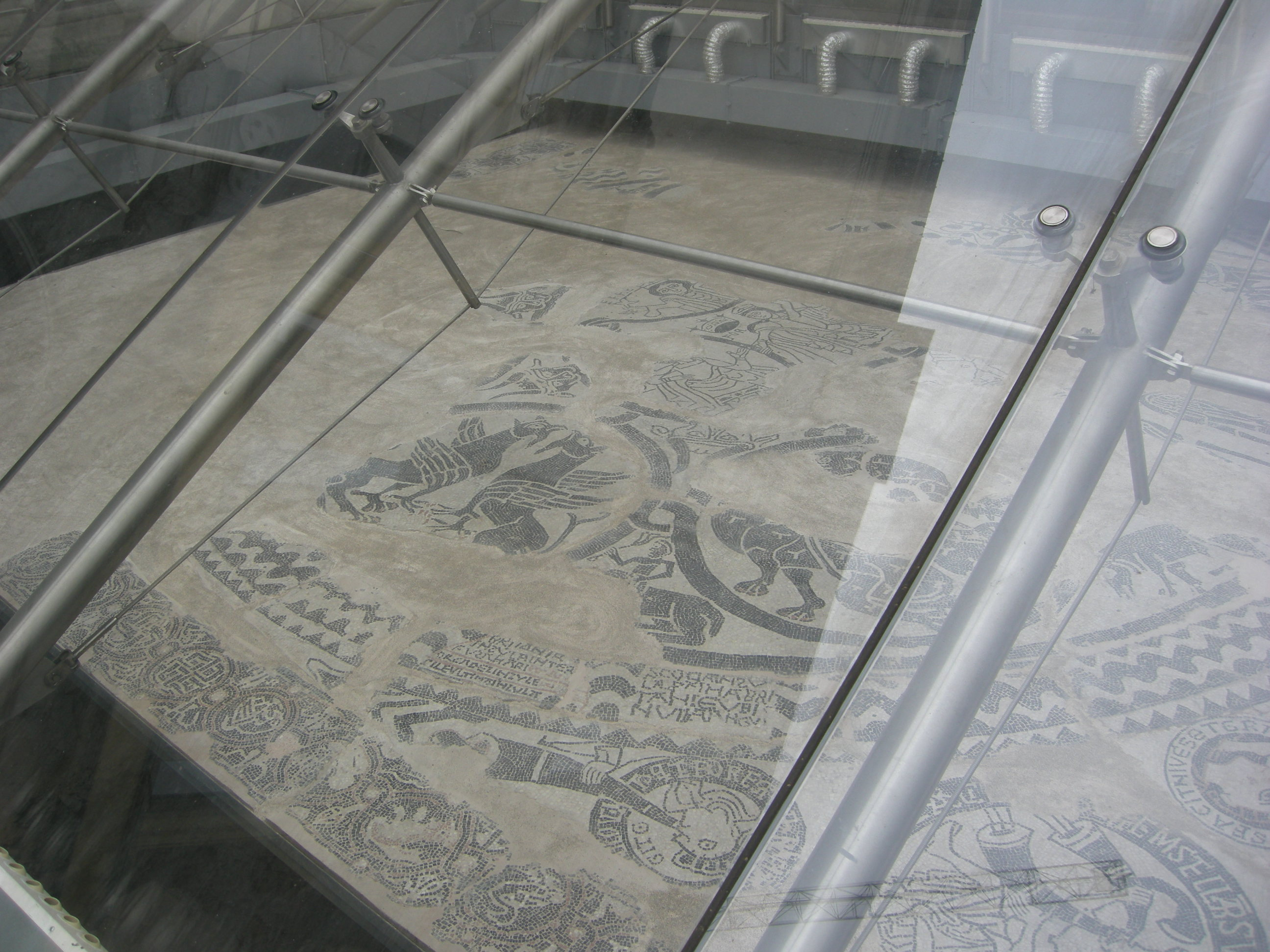
Мозаика церкви, посвящённой Спасителю, одной из трёх раннехристианских церквей, разрушенных для возможности постройки нынешнего храма

Нынешний собор находится в одной из наиболее исторически богатых местностей Турина, в непосредственной близости к зоне археологических раскопок рядом с Римским театром (ит.) древнего города Julia Augusta Taurinorum. Данная местность была сакральна и прежде включала в себя три раннехристианские церкви (вероятно, построенные на основе уже существовавших общественных зданий или языческих храмов), посвящённые Спасителю, Святой Марии из Домпно и Иоанну Крестителю. Считается, что освящение главной из трёх церквей в честь Иоанна Крестителя уходит своими корнями во времена Лангобардского королевства, а именно — в эпоху правления короля Агилульфа (591—615/616 годы), чья жена Теоделинда провозгласила святого покровителем государства.

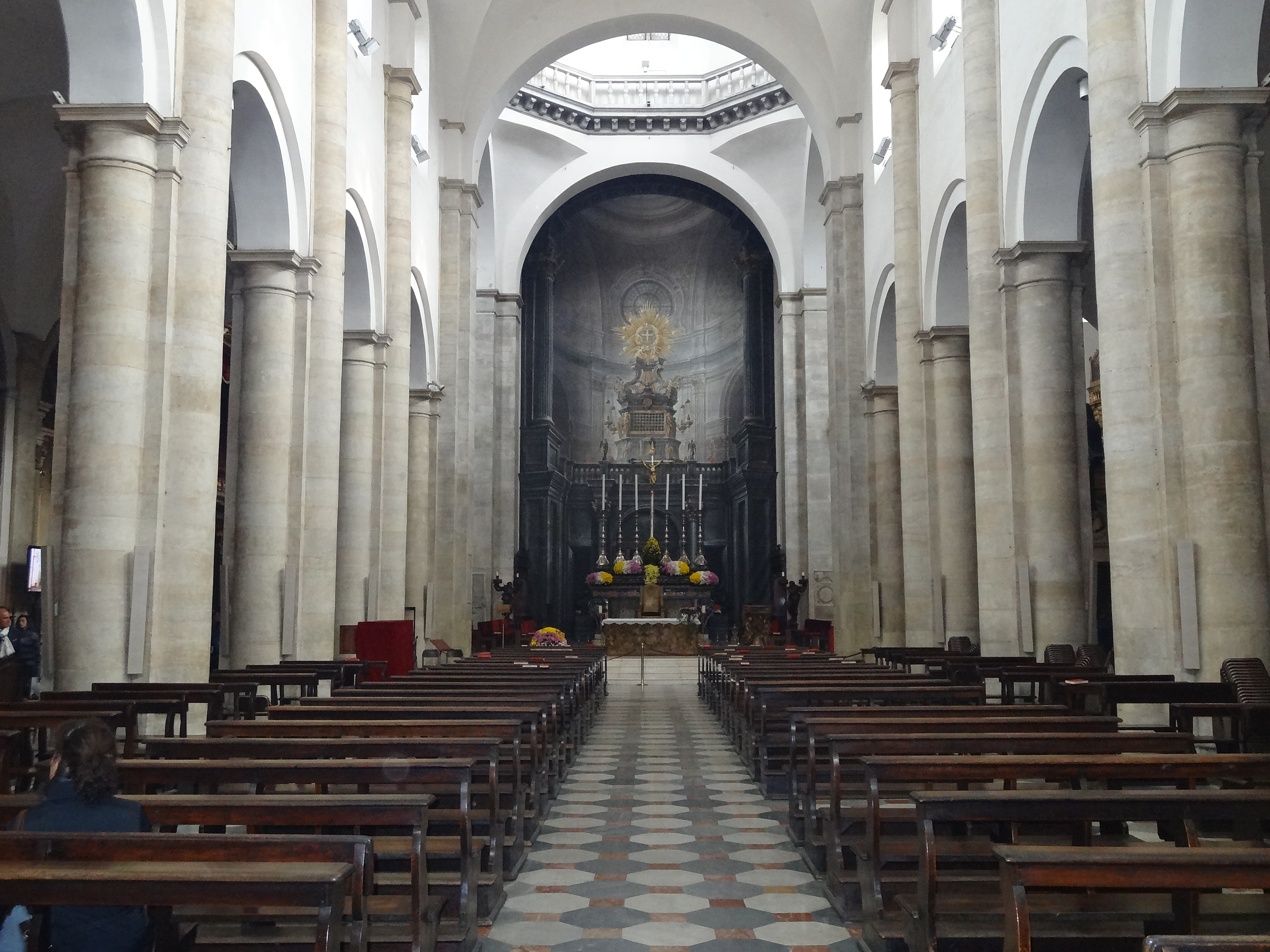
Интерьер собора

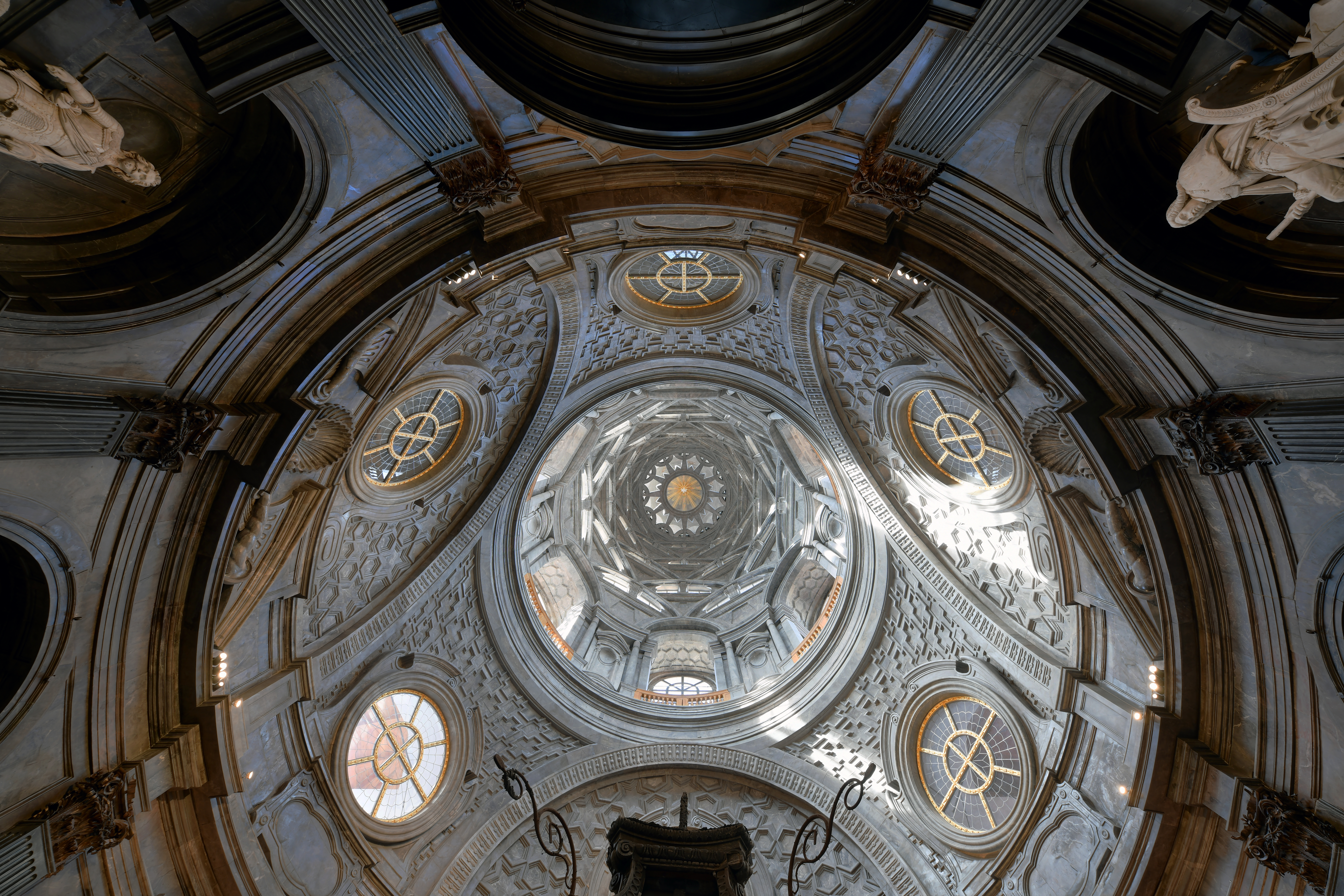
Купол Капеллы Святой Плащаницы (англ.)

Первоначальная церковь Иоанна Крестителя была местом действия события особенно шокировавшего город того времени. Когда король Ариперт I взошёл на престол после смерти Родоальда, он видел своими преемниками обоих родных сыновей — Бертари и Годеперта, между которыми после их воцарения (Бертари правил в Милане, а Годеперт в Павии) вспыхнула кровавая война. Годеперт послал герцога Турина Гарибальда призвать за помощью герцога Беневенто Гримоальда, внешне поддерживающий Годеперта Гарибальд предал его, убедив Гримоальда самого занять трон. Прибыв в Павию в 662 году Гримоальд убил Годеперта, после чего Бертари бежал из Милана. Убеждённый в том, что о его связи с убийством никому неизвестно, в том же году Гарибальд отправился на Пасху в церковь Иоанна Крестителя, когда был обезглавлен слугой Годеперта, желавшим отомстить за своего короля.

### Возведение эпохи Возрождения
Три главные церкви города были снесены в период с 1490 по 1492 год; колокольня, строительство которой завершилось в 1469 году, выполненная по заказу епископа Турина Джованни Компезио (ит.) и посвящённая Святому Андрею, была сохранена и в наши дни расположена рядом с нынешним собором.
22 июля 1491 года вдова Карла I Бьянка Монферратская, бывшая на тот момент регентшей Савойского герцогства, заложила первый камень нового собора, посвящённого Иоанну Крестителю. Строительство храма было доверено архитектору Амедео ди Франческо да Сеттиньяно, который продолжал работать над сооружением вплоть до своей кончины в 1501 году. Работы были завершены в 1505 году и 21 сентября того же года в храме состоялось освящение храма с торжественной мессой.
Если строительство было поручено да Сеттиньяно, то кому принадлежал проект не вполне ясно, одни исследователи считают, что ему же, другие — что Баччо Понтелли. В 1515 году папа римский Лев X возвёл Туринский собор в ранг митрополичьей архиепархии.

### Расширение XVII века
Проект расширения соборного комплекса с целью создания достойной обстановки для хранения Туринской плащаницы относится к 1649 году. Идея архитектора Бернардино Квадри (ит.) основывалась на корректировке предыдущего проекта Карло ди Кастелламонте, который предусматривал строительство овальной капеллы позади хора основного здания. В 1667 году архитектор Гуарино Гуарини, работавший над соседней церковью Сан-Лоренцо (англ.), был призван довершить работу Кварди. Строительство купола продолжавшееся 28 лет было завершено в 1694 году торжественной мессой.
В 1720 году король Сардинского королевства Виктор Амадей II доверил архитектору Филиппо Юварра увеличение высоты колокольни собора с 48 до 60 метров. По повелению короля Карла Альберта собор был украшен, изготовленной Луиджи Канья в 1835 году копией на доске знаменитой фрески Леонардо да Винчи Тайная вечеря.

### Собор в наши дни
Капелла Святой Плащаницы была серьёзно повреждена при пожаре в ночь с 11 на 12 апреля 1997 года, и снова открыта для публики лишь спустя 21 год. Спасти же Туринскую плащаницу удалось благодаря работе пожарных. После случившегося была проведена реставрация фасада и интерьера собора, а для хранения реликвии было возведено отдельное помещение. Также, после реставрационных работ к первозданному виду был приведён, расположенный под собором подземный храм, в котором ныне действует Епархиальный музей Турина (ит.).

## Описание
Собор явственно выделяется в городской панораме, наряду с Палаццо Скалья ди Верруа (ит.), являясь одним из двух наглядных примеров архитектуры эпохи Возрождения Турина. Его фасад выполнен из белого мрамора, на нём же расположены три двери, центральная из которых украшена тимпаном с двумя волютами по бокам.
Здание, построенное в строгой манере, сообразно форме латинского креста, разделено на три нефа. Длина их составляет почти 40 метров, ширина двух боковых нефов — 5,8 метра, центрального — 9,5. Обогащаемый на протяжении всех веков от времён постройки, интерьер собора украшают многочисленные работы различных художников и декораторов, среди которых полиптих со святыми Криспином и Криспинианом (Полиптих Сапожной Компании), который специалисты относят к творчеству или Дефенденте Феррари (англ.), или же Джованни Мартино Спанцотти (англ.), кисти которого также приписывают полотно «Крещение Господне», находящееся в ризнице. Мраморные статуи работы Пьера Ле Гро Младшего первоначально предназначались для фасада другого туринского храма, но в итоге были размещены в кафедральном соборе.

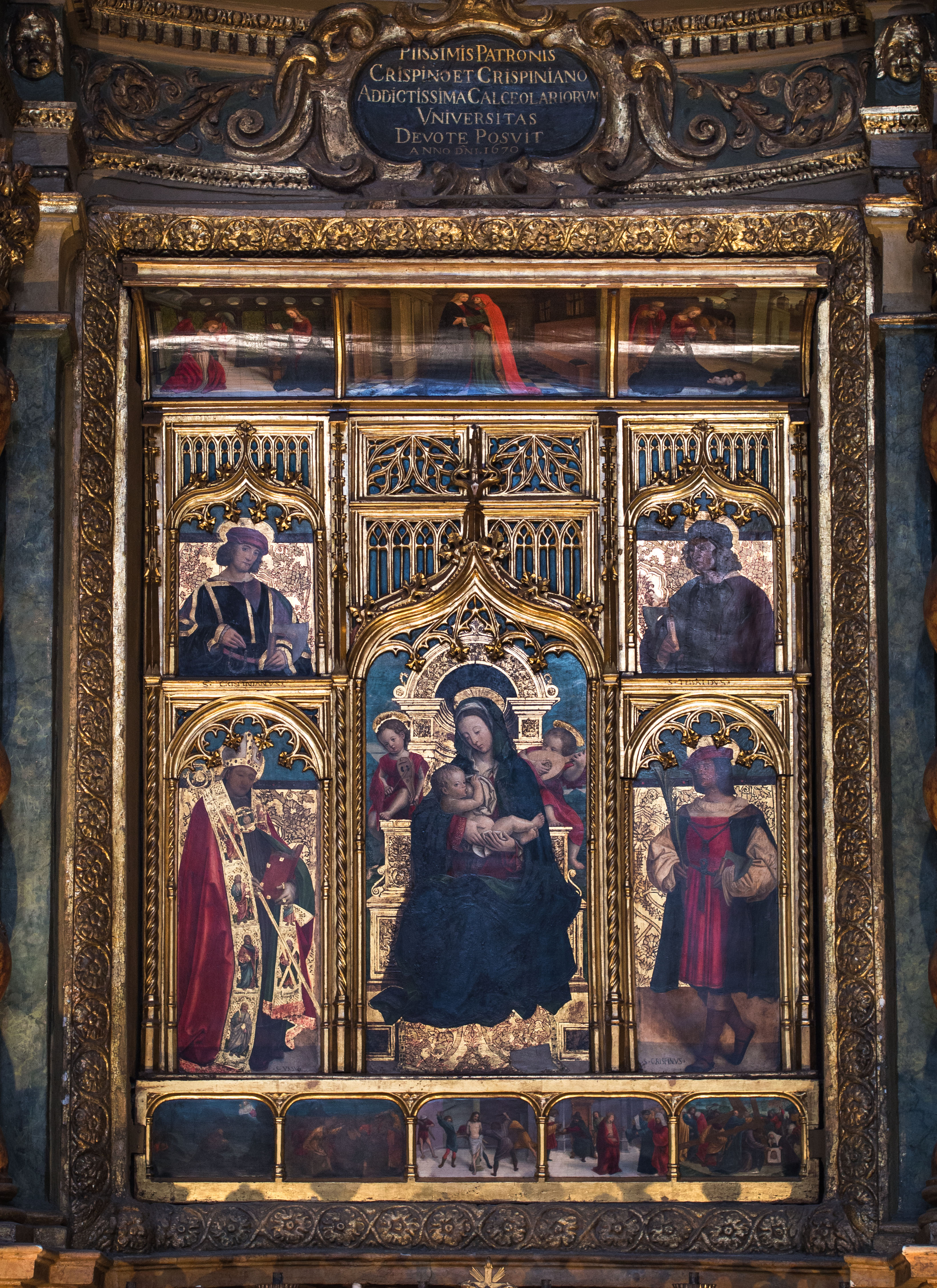
Полиптих Сапожной Компании
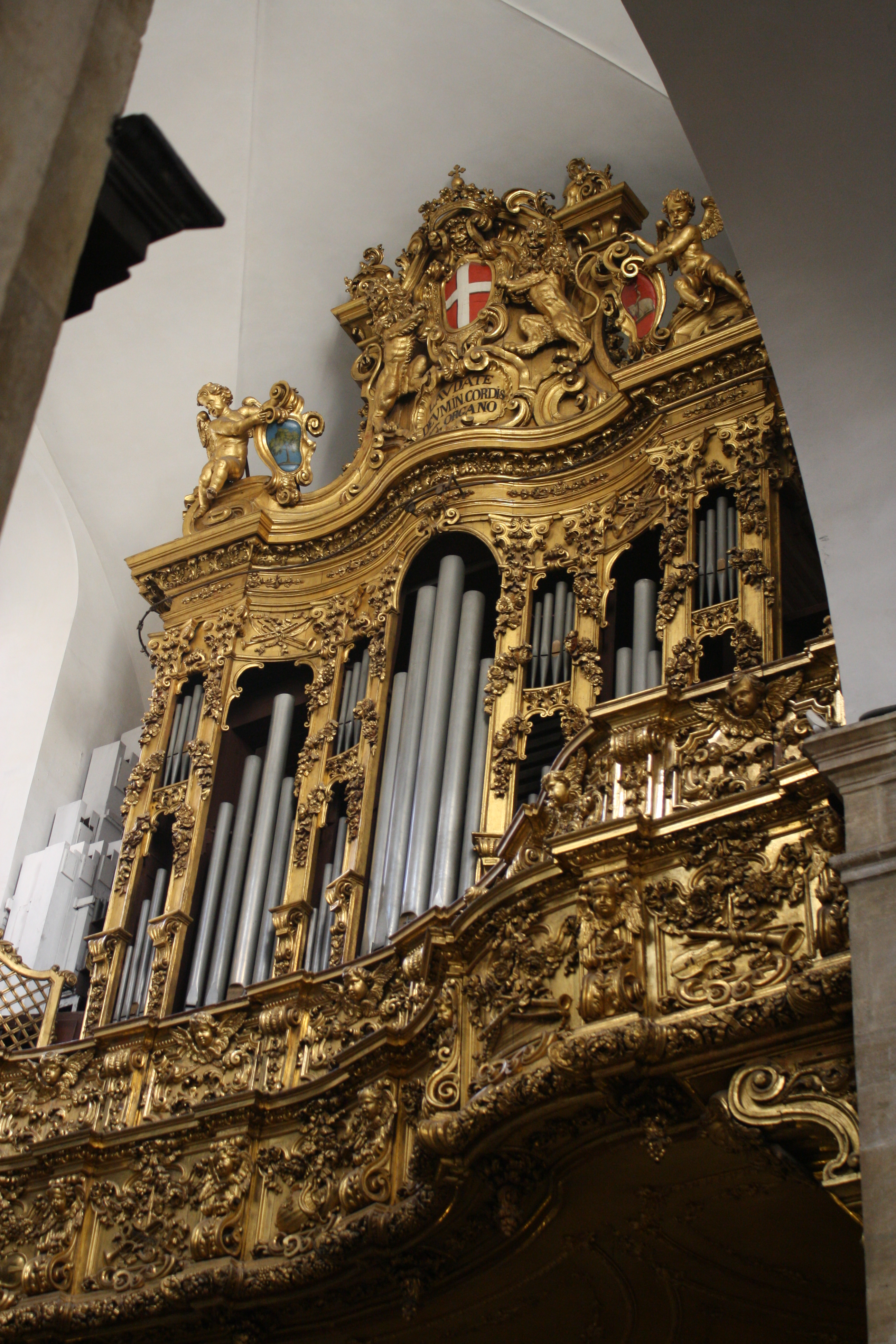
Орган Туринского собора
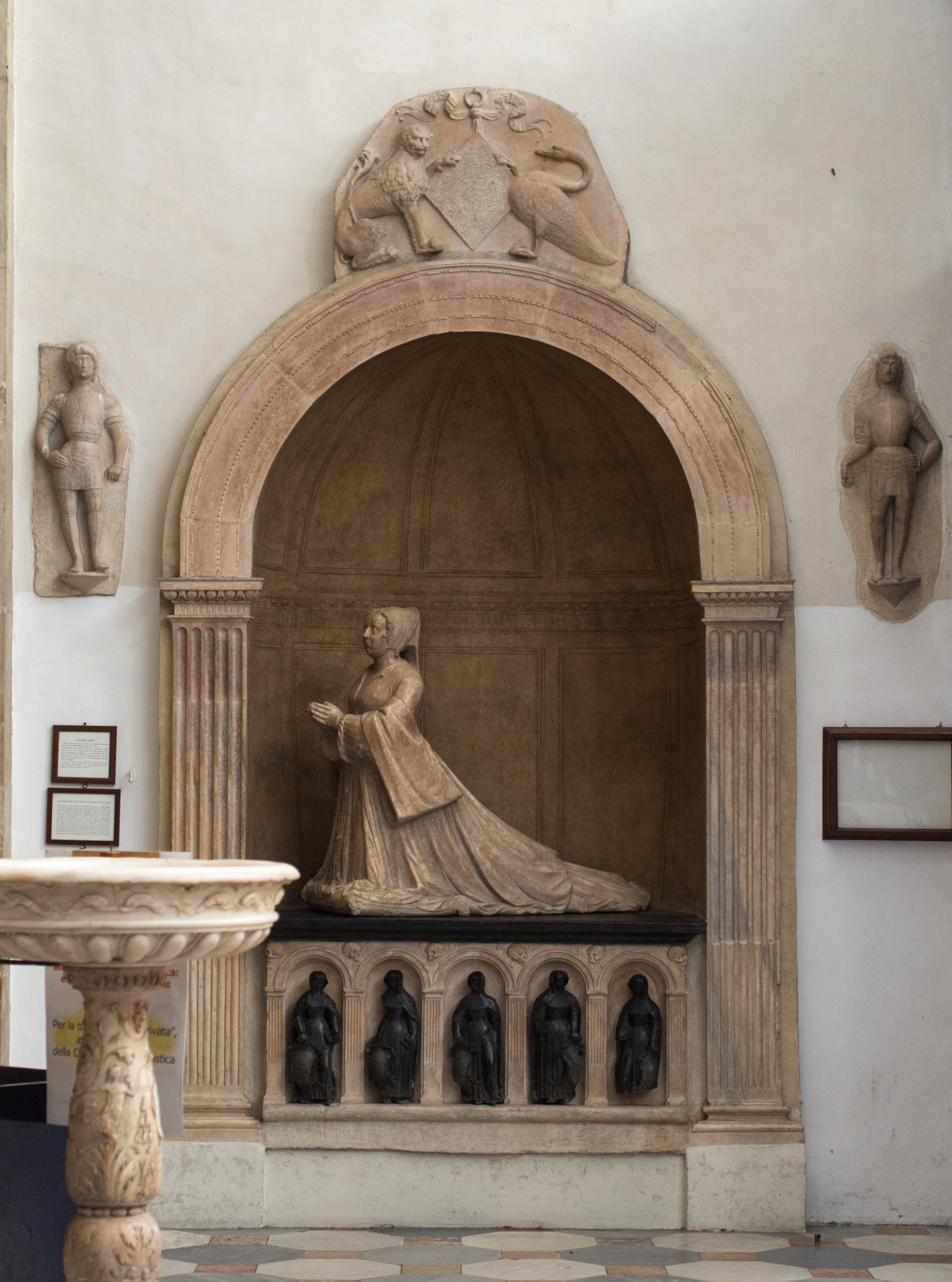
Надгробный памятник в соборе
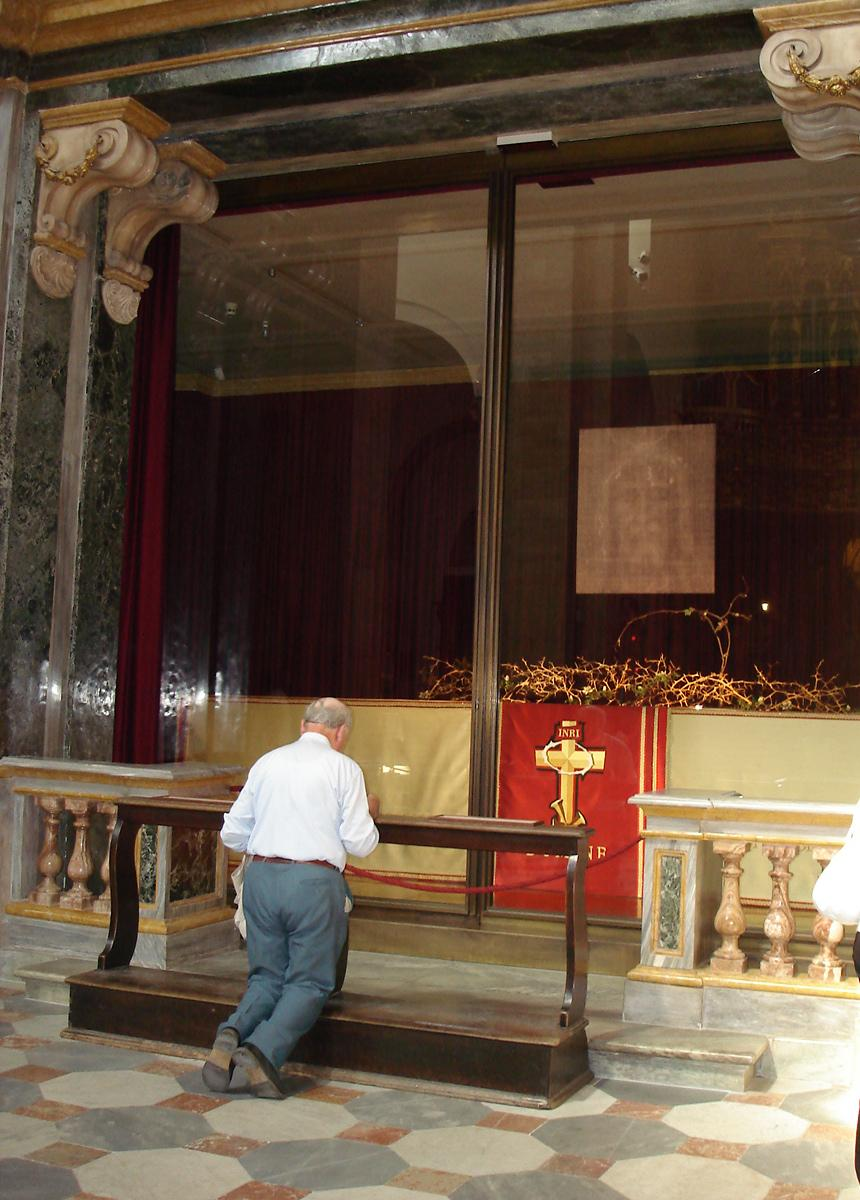
Молящийся перед Туринской плащаницей